# Diplopogon
Diplopogon és un gènere de plantes de la família de les poàcies, ordre de les poals, subclasse de les commelínides, classe de les liliòpsides, divisió dels magnoliofitins.

## Taxonomia
- Diplopogon setaceus R. Br. 1810

## Sinònims
Diplogon Poir., orth. var., 
Dipogonia P. Beauv.